# چاد هدریک
چاد هدریک (انگلیسی: Chad Hedrick؛ زادهٔ ۱۷ آوریل ۱۹۷۷) اسکیت‌باز سرعت اهل ایالات متحده آمریکا بود.
از افتخارات وی می‌توان به کسب مدال طلا در بازی‌های المپیک زمستانی ۲۰۰۶ اشاره کرد.